# Лекарский, Константин
Константин Лекарский (болг. Константин Лекарски; 20 декабря 1853, Кюстендил — 20 июля 1935, там же) — болгарский экономист, нотариус и общественный деятель.

## Биография
Константин Лекарский родился 20 декабря 1853 года в городе Кюстендил Османской империи. Родом из потомственной семьи врачей Кюстендила: медициной занимались его отец Иван (1812—1878), брат Васил (1845—1877) и дед Христо (1786—1863). Окончил классное мужское училище города Кюстендил, поступил в 1874 году в областное земледельческое училище города Табор (ныне Чехия), которое окончил по специальности сахароварения. Изучил чешский и немецкий язык. Практику проходил на заводе по производству сахара в Праге.
В Кюстендил Константин вернулся после завершения русско-турецкой войны и освобождения Болгарии от турецкого ига. Принимал участие в образовании болгарских городских властей Кюстендила, был секретарём Окружного управленческого совета в 1878 году. Преподавал позднее в Кюстендильской реальной гимназии с 1879 по 1883 годы, занимал посты окружного лесничего Кюстендила и Софии с 1883 по 1885 годы, работал долгое время нотариусом в Кюстендилском окружном суде и состоял в Кюстендилском окружном совете. Активный деятель, член и секретарь книжного клуба «Братство».
Лекарский стал одним из главных деятелей по превращению Кюстендилского края в цветущую долину: на периферии города Лекарский разбивал грядки с овощами и фруктами, а также создал первый рассадник фруктовых деревьев. При Лекарском был организован Государственный фруктовый рассадник как отделение Кюстендилской постоянной комиссии, а также открыто Практическое ягодно-фруктовое училище в 1897 году.
Скончался 20 июля 1935 года в родном Кюстендиле.